# Hippeis

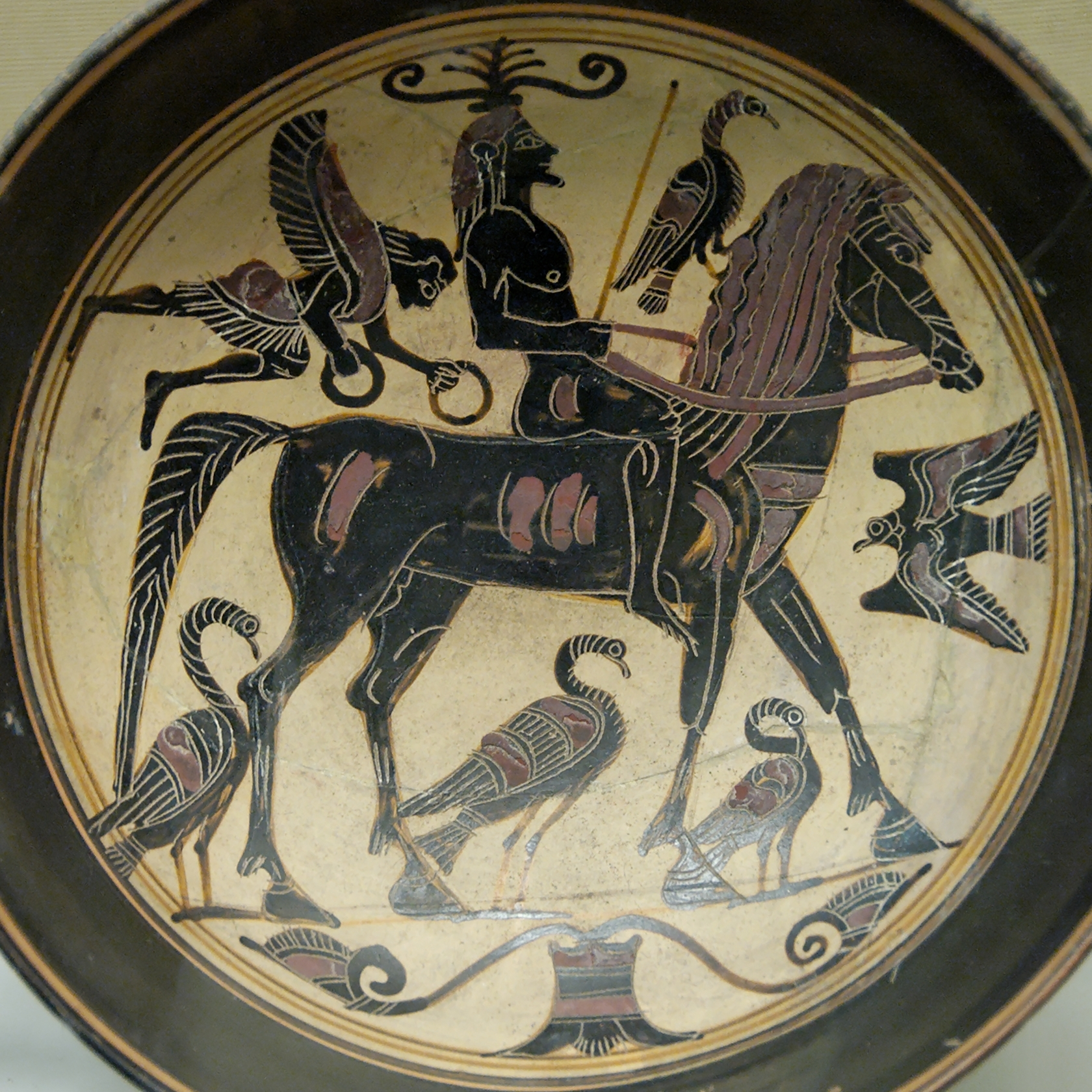
Hippeus. Interieur van een Lakonische schotel, omstreeks 550–530 v.Chr., British Museum

Hippeis was het Oudgrieks voor cavalerie. De hippeus, ἱππεύς, waren in het oude Athene de op een na rijkste bevolkingsgroep.
De archont Solon van Athene kreeg in het jaar 594 v. Chr. speciale volmachten om de conflicten tussen de adel en de rest van de bevolking bij te leggen. Hij moest een oplossing brengen voor de ontevredenheid tussen twee groepen: de niet-adellijke rijken enerzijds, die streefden naar politieke medezeggenschap, en de in schuld geraakte boeren en anderzijds, die schulddelging en landverdeling eisten. Om te beginnen deelde Solon de Atheense burgers in in vier vermogensklassen. De eerste twee klassen bevatten de rijke en wat minder rijke adel en de nouveau riche. De Hippeis waren mannen die op paarden streden en een paard als bezit was toentertijd kostbaar. De pentakosiomedimnoi, mannen met 500 schepel aan graan als bezit, en de kippeis konden in de Ekklèsia, in de volksvergadering worden gekozen om archont te worden. De belangrijkste verandering in Athene na Solon was dat de vier bevolkingsgroepen op basis van bezit werden ingedeeld en niet op basis afkomst.
Aristofanes heeft over de hippeis een toneelstuk geschreven, Ridders.